# Безбожниця (фільм, 1929)
Безбожниця (англ. The Godless Girl) — американська драма режисера Сесіля Б. Де Мілля 1929 року.

## Сюжет
Старшокласники на чолі з дівчиною і хлопцем, повертають від християнства у напрямі секретних атеїстичних зустрічей. Коли дівчинка випадково помирає від падіння зі сходів, дівчинка і хлопчик йдуть до виправної школи, де їх жорстоко «лікують».

## У ролях
- Ліна Баскетт — Джуді Крейг — дівчина
- Марі Прево — Мамі — інша дівчина
- Том Кін — Боб Хетеуей — хлопець
- Ной Бірі — грубіян
- Едді Квіллан — Самуель «Бозо» Джонсон
- Мері Джейн Ірвінг — жертва
- Кларенс Бертон — тюремна охорона
- Річард Александр — тюремна охорона
- Кейт Прайс — тюремна монашка
- Джулія Фей — ув'язнена
- Віола Луї — ув'язнена